# Ustava Latvije
Ustava Latvije (latvijsko Satversme, livonsko Pūojpandõks) je temeljni zakon Republike Latvije. Satversme je najstarejša še veljavna srednjevzhodna evropska ustava in šesta najstarejša še delujoča republiška temeljna zakonodaja na svetu. Kot je navedeno v besedilu, jo je sprejelo ljudstvo Latvije, zastopano v Ustavodajni skupščini Latvije, 15. februarja 1922 in je začela veljati 7. novembra 1922. Nanjo sta močno vplivali nemška Weimarska ustava in Švicarska federalna ustava. Ustava določa glavna telesa vlade (Saeima, predsednik države, ministrski svet, sodišča, državni revizor); sestavlja jo 116 členov, razporejenih v osem poglavij.
Čeprav je bilo prvotno besedilo sestavljeno iz dveh delov, drugi del, ki je urejal pravice, svoboščine in obveznosti državljanov, ni bil sprejet za le nekaj glasov; poglavje o temeljnih človekovih pravicah je bilo dodano šele z ustavno spremembo leta 1998.
Po latvijskem državnem udaru leta 1934, ki ga je izvedel latvijski premier Kārlis Ulmanis, je bila Satversme začasno ukinjena in vlada je prevzela zakonodajne funkcije Saeima. Ta situacija je trajala do 17. junija 1940, ko je Sovjetska zveza zasedla Latvijo, uničila obstoječi režim in 5. avgusta vključila Latvijsko SSR v ZSSR. Nato je bila uvedena nova ustava po sovjetskem vzoru.
4. maja 1990 je vrhovni svet LSSR sprejel deklaracijo o ponovni vzpostavitvi neodvisnosti Republike Latvije, s katero je sovjetsko aneksijo Latvije leta 1940 razglasil za nezakonito (kot je bila storjena z ignoriranjem Satversme), zato sta Satversme in Republika Latvija še vedno obstajali de jure. Takrat so bili z razglasitvijo ponovno uvedeni le členi 1., 2., 3. in 6. Satversme; ustava je bila v celoti ponovno uvedena šele na prvem zasedanju skupščina pete Saeima leta 1993.

## Etimologija
V latvijščini se uradno uporablja beseda satversme namesto 'ustava' (konstitūcija). V vsakdanjem pogovoru se pogosto uporablja "konstitūcija". Besedo je ustvaril Atis Kronvalds, eden od voditeljev Prvega latvijskega narodnega prebujenja v 19. stoletju. Gibanje je poskušalo promovirati latvijsko kulturo po stoletjih vpliva baltske Nemčije in spodbuditi uporabo latvijskega jezika. Kronvalds in podobno misleči posamezniki so ustvarili in uvedli veliko novih besed in izrazov, ki so nadomestile germanske izposojenke, z namenom posodobitve latvijščine. Izraz "satversme" je izpeljal iz korena -tvert- ("prijeti") in ga združil s predpono "sa-", kar je dalo besedo satvert (razumeti), dodal je še pripono -sm- in žensko končnico "-e". Na ta način je ustvaril besedo, ki je po svojem pomenu podobna "imetniku", da ponazori, kako ustava združuje vse ostale zakone.

## Pregled
Ustava latvije je kodificirana ustava in je trenutno sestavljena iz 116 členov, razvrščenih v osem poglavij:
- Poglavje 1: Splošne določbe (členi 1–4)
- Poglavje 2: Saeima (členi 5–34)
- Poglavje 3: Predsednik (členi 35–54)
- Poglavje 4: Ministrski svet (členi 55–63)
- Poglavje 5: Zakonodaja (členi 64–81)
- Poglavje 6: Sodišča (členi 82–86)
- Poglavje 7: Državno revizijsko sodišče (87.-88. čl.)
- Poglavje 8: Temeljne človekove pravice (členi 89–116)

Ustava vzpostavlja pet vladnih organov - Saeimo, predsednika, ministrski svet, sodišča in državni revizijski urad.

## Ključna načela
Členi 1, 2, 3 in 6, ki vzpostavljajo pravno osnovo političnega sistema države, so bili sprejeti prvi po obnovitvi neodvisnosti. Ti členi skupaj s členoma 4. in 77. se spremenijo le, če so predloženi na državnem referendumu:
| “ | 1. Latvija je neodvisna demokratična republika. 2. Suverena oblast v Republiki Latviji pripada ljudstvu Latvije. 3. Ozemlje države Latvija, znotraj meja, ki so določene z mednarodnimi sporazumi, sestavljajo Vidzeme, Latgale, Kurzeme in Zemgale. 4. Latvijski jezik je uradni jezik Republike Latvije. Državna zastava Latvije je rdeča z belim trakom. 6. Saeima se voli na splošnih, enakih in neposrednih volitvah ter s tajnim glasovanjem na podlagi sorazmernega zastopanja. 77. Če Saeima spremeni prvi, drugi, tretji, četrti, šesti ali sedeminsedemdeseti člen Ustave, lahko take spremembe postanejo veljavne kot zakon le, če so predložene na nacionalnem referendumu. | ” |

#### Ustavni organi
- Ustavno sodišče
- Urad predsednika
- Saeima (latvijski parlament)
- Državni revizijski urad
- Ministrski svet